# ويليام ي. دبليو. ريبلي
ويليام ي. دبليو. ريبلي (بالإنجليزية: William Y. W. Ripley)‏ هو شخصية أعمال أمريكي، ولد في 31 ديسمبر 1832 في ميدلبوري في الولايات المتحدة، وتوفي في 16 ديسمبر 1905 في روتلاند في الولايات المتحدة.